# Cerkiew św. Nikity w Żabince
Cerkiew pod wezwaniem św. Męczennika Nikity – prawosławna cerkiew parafialna w Żabince, w dekanacie żabineckim eparchii brzeskiej i kobryńskiej Egzarchatu Białoruskiego Patriarchatu Moskiewskiego.
Obiekt znajduje się w dzielnicy Zdzitowo, przy ulicy Wiśniowej.

## Historia
Cerkiew wzniesiono w 1502 r. Była kilkakrotnie przebudowywana (m.in. w 1787 r.); w XIX w. dobudowano przedsionek.

## Architektura

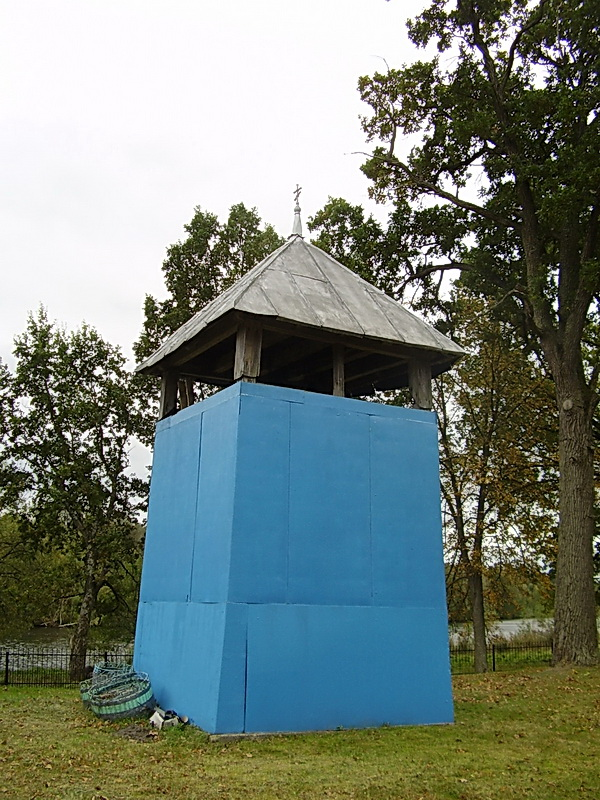
Dzwonnica

Świątynia jest budowlą drewnianą, oszalowaną, złożoną z trzech części na planach prostokątów – babińca, nawy, prezbiterium. Wejście do cerkwi prowadzi przez niewielki przedsionek. Do prezbiterium przylegają dwie niskie zakrystie. Na dachu (nad frontową częścią nawy) znajduje się mała wieżyczka zwieńczona cebulastą kopułą.
W sąsiedztwie cerkwi znajduje się drewniana (obita blachą) dwukondygnacyjna dzwonnica, kryta dachem namiotowym.
Cerkiew została w 2004 roku wpisana na listę informacyjną UNESCO.